# Villamayor (Piloña)
Villamayor es una parroquia y pueblo situado en la zona centro oriental de Asturias en el  concejo de Piloña, que situado a una altitud de 110 m s. n. m., está atravesado por la carretera  N-634 .

## Patrimonio
- La iglesia barroca de San Pedro, en el centro del pueblo, lindando al sur con la carretera y al este con un gran jardín dotado de juegos infantiles.
- La casa de Pastrana, en cuyo frente se encuentra el denominado Ídolo de Oculatio con inscripción de carácter funerario que se refiere a Oculatio, de la gentilidad de los viroménicos.
- Los restos de la iglesia románica de Santa María, que formó parte del desaparecido convento de  benedictinas.
- Varios ejemplos de arquitectura tradicional, como hórreos y paneras así como también varios edificios de estilo indiano.[2]